# Marzena Świgoń
Marzena Świgoń – polska informatolożka, profesor nauk społecznych (2021) na Uniwersytecie Warmińsko-Mazurskim w Olsztynie, przedstawicielka nauk o komunikacji społecznej i mediach.

## Życiorys
W 1994 ukończyła bibliotekoznawstwo i informację naukową na Wydziale Humanistycznym Wyższej Szkoły Pedagogicznej w Olsztynie i rozpoczęła pracę zawodową w Bibliotece tej uczelni w Oddziale Informacji Naukowej. W 2000 podjęła pracę naukowo-dydaktyczną na uczelni, przekształconej już wówczas w Uniwersytet Warmińsko-Mazurski, w Zakładzie Archiwistyki, Bibliotekoznawstwa i Informacji Naukowej na Wydziale Humanistycznym.
Na Uniwersytecie Wrocławskim obroniła doktorat (2005) oraz uzyskała stopień doktora habilitowanego (2013). 4 stycznia 2021 otrzymała nominację profesorską w dziedzinie nauk społecznych. W latach 2021–2023 kierowała Katedrą Badań Mediów, od 2023 jest dyrektorem Instytutu Dziennikarstwa i Komunikacji Społecznej na Wydziale Humanistycznym UWM. Od 2019 jest członkinią, a od 2023 przewodniczącą Rady Naukowej Dyscypliny Nauki o Komunikacji Społecznej i Mediach UWM.
Zainteresowania naukowe Marzeny Świgoń obejmują komunikację naukową, zarządzanie informacją i wiedzą, badania nad mediami społecznościowymi, studia nad przyszłością, potencjał zawodowy, zachowania informacyjne oraz bariery informacyjne. Jest autorką ponad 120 publikacji, w tym czterech książek autorskich (Bariery informacyjne. Podstawy teoretyczne i próba badań w środowisku naukowym, Warszawa 2006; Zarządzanie wiedzą i informacją. Podstawy teoretyczne, badania w wymiarze indywidualnym, Olsztyn 2012; Dzielenie się wiedzą i informacją. Specyfika nieformalnej komunikacji w polskim środowisku akademickim, Olsztyn 2015; Analiza i kreowanie trendów. Projekt i badania, z Andrzejem Kucnerem, Radosławem Sierockim i innymi, Olsztyn 2015) i dwóch redagowanych. Od 2021 jest redaktorem naczelnym czasopisma "Media – Kultura – Komunikacja Społeczna".
Od 2019 zasiada w Komitecie Naukoznawstwa Polskiej Akademii Nauk. Jest wieloletnią członkinią Komisji Nagrody Naukowej Stowarzyszenia Bibliotekarzy Polskich im. Adama Łysakowskiego (od 2013). W latach 2013–2021 była członkinią Komisji Rewizyjnej Towarzystwa Naukowego im. Wojciecha Kętrzyńskiego w Olsztynie. Koordynuje funkcjonowanie olsztyńskiego oddziału Międzynarodowego Stowarzyszenia Organizacji Wiedzy (International Society for Knowledge Organization ISKO).